# Neue Börse (Kaliningrad)

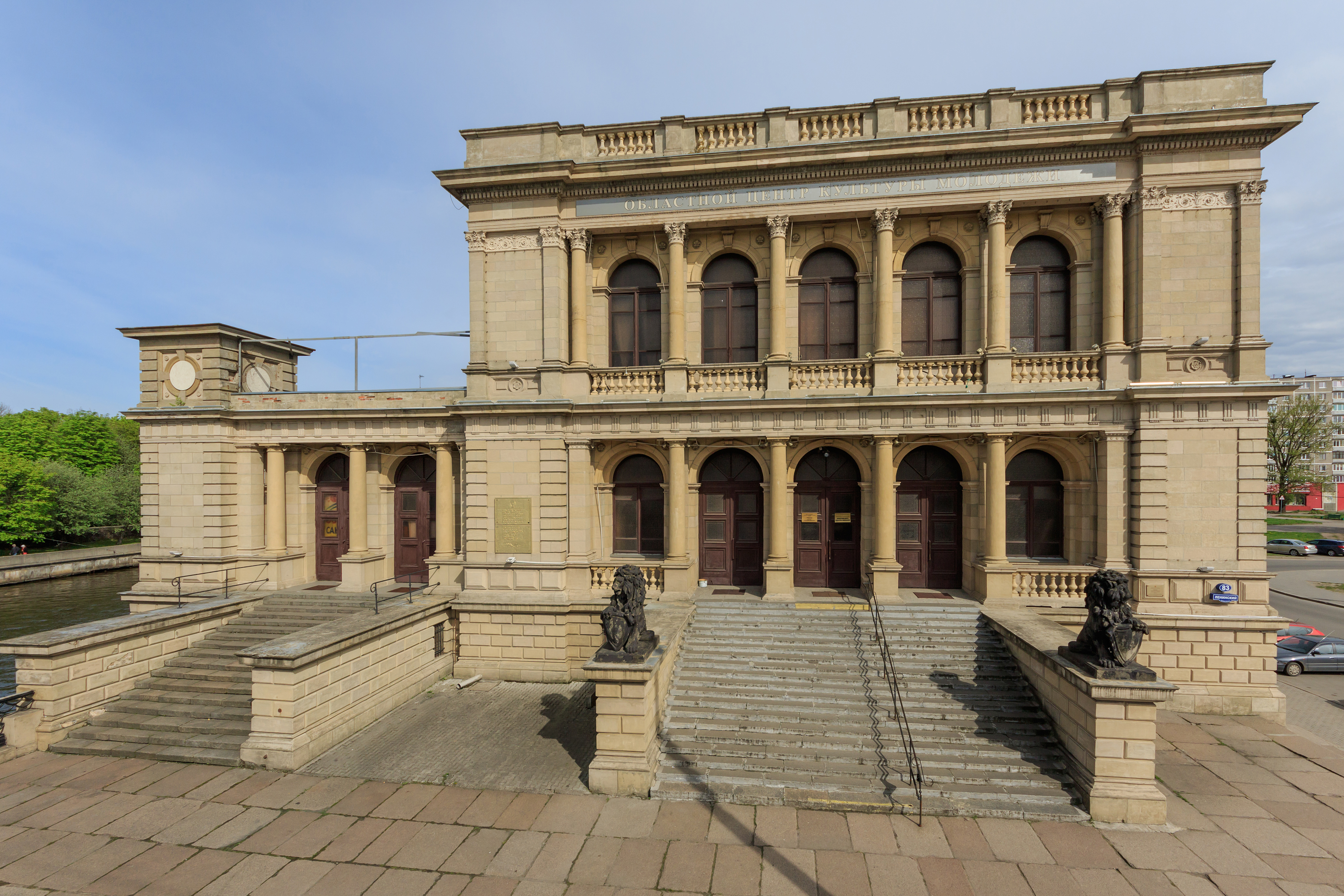
Hauptfassade, heutige Ansicht

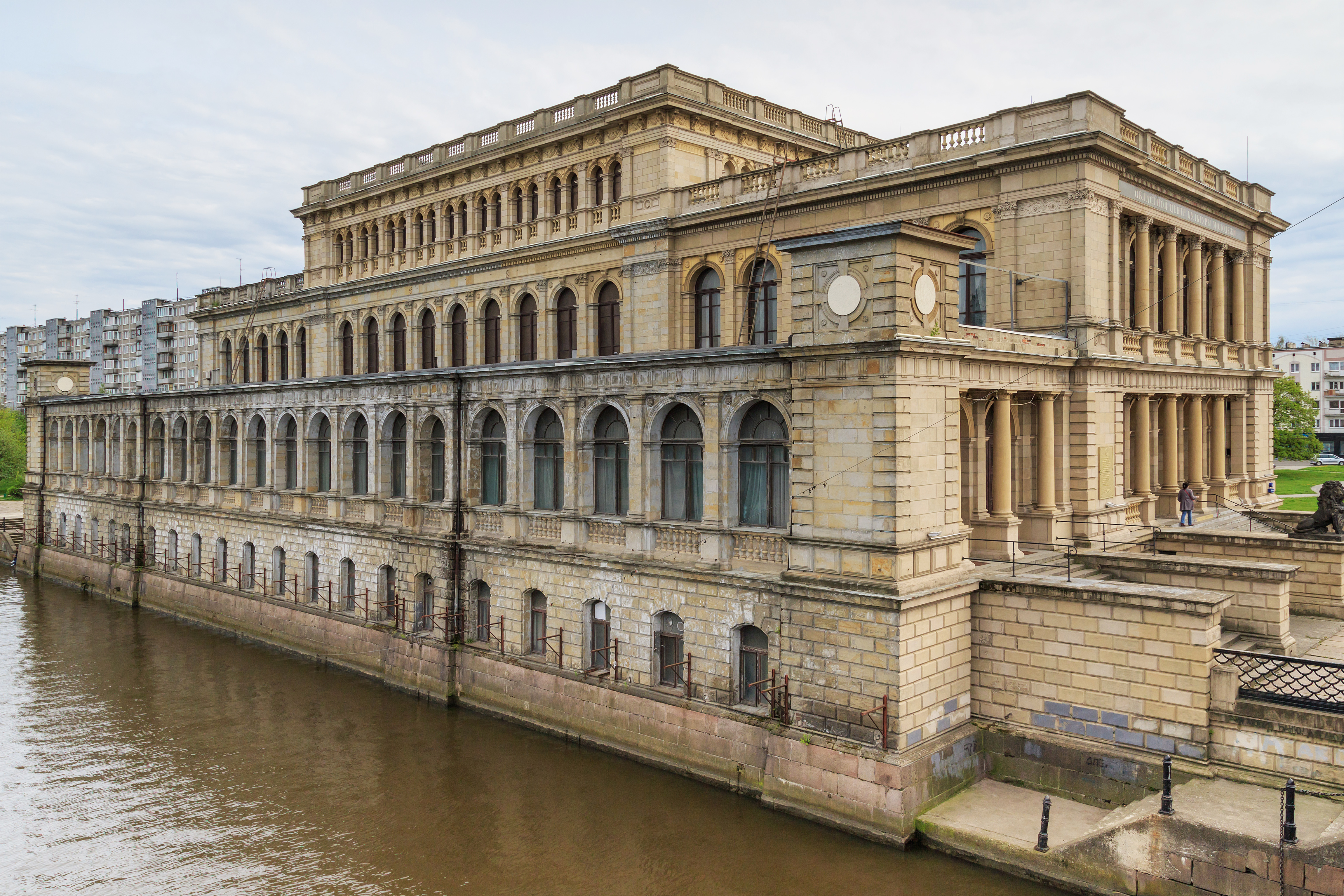
Flussseite, heutige Ansicht

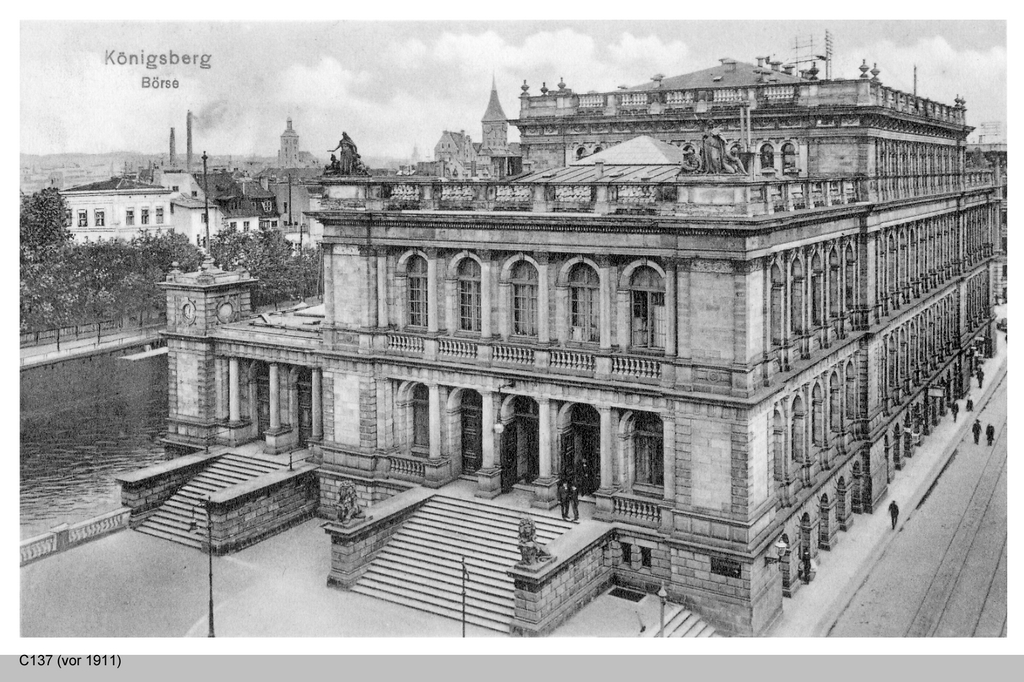
Eingang der neuen Börse an der Vorstädtischen Langgasse

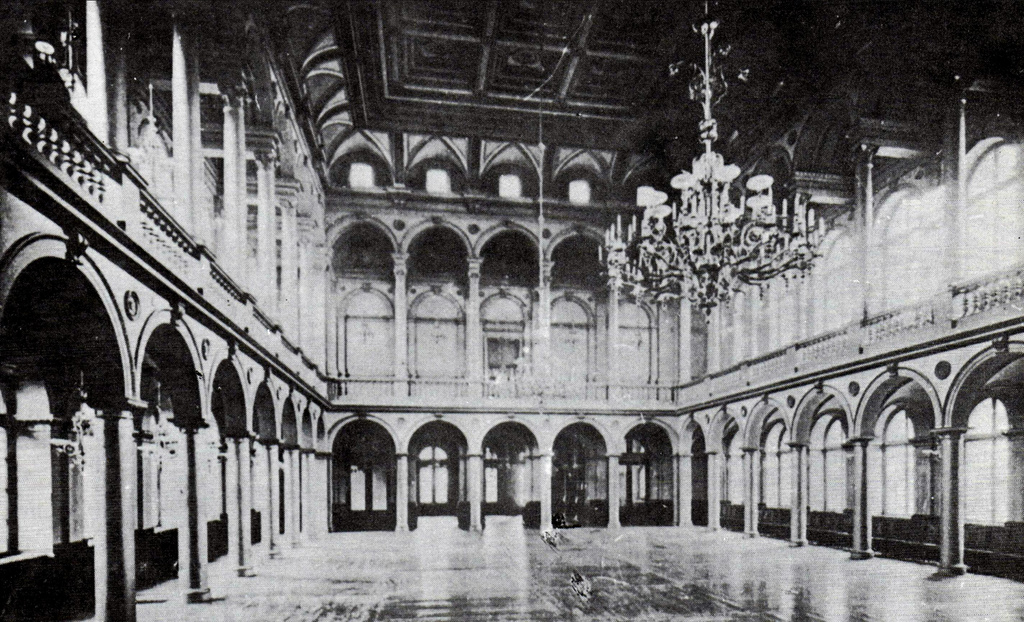
Börsensaal (1925)

Die Neue Börse wurde 1870–1875 in Königsberg i. Pr. erbaut. Im Zweiten Weltkrieg zerstört, wurde das Gebäude wie nur wenige andere in Kaliningrad 1967 wiederhergerichtet. Es befindet sich am südlichen Ufer des alten Pregels gegenüber der Kneiphofinsel an der südlichen Auffahrt zur Hochstraße des Lenin-Prospekts. Seit 2018 beherbergt sie das Kaliningrader Museum der Schönen Künste.

## Geschichte
Die Börse entstand 1870–1875 an der Grünen Brücke gegenüber dem Kneiphof im oberitalienischen Neorenaissance-Stil und wurde nach Plänen des Architekten Heinrich Müller aus Bremen gebaut. Es war damals eigentlich die Neue Börse als Nachfolgerin der gegenüber auf dem Kneiphof bis 1864 existenten Alten Börse am Grünen Tor, die an ihrem Platze auch schon mehrere Vorgängerbauten als Börse gehabt hatte.
Der Baugrund musste wegen des sumpfigen Untergrundes mit 2200 Eichenpfählen der Länge 12 bis 18 m verstärkt werden. Die Börse diente insbesondere dem inländischen und internationalen Getreide-, Saaten- und Futtermittelgeschäft sowie den damit verbundenen Geschäftszweigen des Befrachtungs-, Speditions-, Lager- und Versicherungsgeschäftes.
Die Neue Börse war Sitz der Handelskammer zu Königsberg bzw. Industrie- und Handelskammer zu Königsberg. In diesem Gebäude wurden auch Konzerte und politische Versammlungen abgehalten. Die bedeutendste gesellschaftliche Winterveranstaltung war der Börsenmaskenball, bei dem weite Kreise der Stadt, Gewerbetreibende, Gelehrte, Offiziere, Beamte und Künstler anwesend waren.
Bis zu den Zerstörungen während des Zweiten Weltkrieges zierten die Skulpturen der vier Erdteile Europa, Asien, Afrika und Amerika des Bildhauers Emil Hundrieser die vier Ecken des Gebäudes. Allein nur die beiden Portallöwen auf den Postamenten der Freitreppe haben als allegorischer Bauschmuck den Krieg überstanden.
Nach dem Zweiten Weltkrieg diente die Ruine als Kulisse in sowjetischen Kriegsfilmen, etwa in dem Film Der Vater des Soldaten aus dem Jahr 1964. Nachdem das Gebäude im Jahr 1960 zu einem Architekturdenkmal erklärt worden war, da man „seinen architektonischen Stil für künstlerisch bedeutend hielt und dort auch Elemente des russischen Klassizismus wiederfand“, wurde es im Jahr 1967 wiederhergestellt. Dabei übertünchte man die ockerfarbene Sandsteinfassade mit einem bläulichen Farbton, passend zur neuen Funktion als Kulturhaus der Seeleute (Dworez Kultury Morjakow).
Im Jahr 2000 wurde das Gebäude vom Oblastzentrum der Kultur der Jugend (Oblastnoi Zentr Kultury Molodeschi) bezogen, die ockerfarbene Sandsteinfassade wurde wieder freigelegt. Im Jahr 2018 zog dort dann das Kaliningrader Museum der Schönen Künste (Kaliningradski musei isobrasitelnych iskusstw) ein. An der dem Pregel abgewandten Gebäudeseite wurde eine Parkanlage eingerichtet, die Birschewoi skwer (Börsenplatz) genannt wird.